# Bakor
Pour l’article homonyme, voir Bakor (homonymie).
Bakor est un village de la région autonome du Tibet situé dans la région de Lhatok, dans l'ancienne province tibétaine du Kham.  
C'est dans ce village que naquit Orgyen Trinley Dorje, le 17e Karmapa.